# Kyubey
Kyubey (キュゥべえ Kyūbē?) es el principal antagonista de la serie de anime de 2011 Puella Magi Madoka Magica y su secuela de 2013 The Rebellion Story. Son un "mensajero de la magia" que puede conceder cualquier deseo a cierta chica, con la condición de que se convierta en una chica mágica y luche contra las brujas. Más tarde se revela que su verdadera identidad es Incubadora (インキュベーター, Inkyubētā).
Kyubey es considerado el villano principal de la serie Puella Magi Madoka Magica, ya que engañaron a Madoka Kaname y a los demás protagonistas para convertirlos en niñas mágicas y, más tarde, en brujas. El verdadero objetivo de Kyubey es contrarrestar la entropía y evitar la muerte térmica del universo.

## Creación y diseño
Kyubey fue creado y diseñado por el escritor Gen Urobuchi . Como uno de los principales villanos de la serie, el productor Atsuhiro Iwakami declaró que "la combinación de ternura y oscuridad es el tema central de Madoka, y Kyubey es un epítome de ese tema".  Un objetivo central en la escritura de Urobuchi era resaltar la disonancia moral y ética entre Kyubey y las jóvenes de secundaria, lo que se hizo a través de acciones en la serie como Kyubey comiendo su propio cadáver para reciclar energía.  Urobuchi comparó a Kyubey con los monstruos que aparecen en las obras del autor de ficción de terror HP Lovecraft, comentando sobre el personaje: "no es malvado, es su falta de sentimientos lo que le da miedo".

## Apariciones

### EnMadoka Mágica
Kyubey es un gato extraterrestre sin sexo (aunque aparentemente se identifica como macho), como si se hiciera pasar por un familiar que puede conceder cualquier deseo a cierta chica, con la condición de que se convierta en una chica mágica y luche contra las brujas. Cuando la chica elegida hace un contrato con él, extrae su alma y la coloca dentro de una gema del alma, reconstruyendo su cuerpo en un caparazón que es más resistente para luchar contra las brujas. Constantemente intenta que Madoka Kaname haga un contrato con él, ya que supuestamente posee un gran potencial mágico dentro de ella que le permitiría convertirse en la chica mágica más poderosa. Solo puede ser visto u oído por chicas mágicas y aquellas con potencial "mágico", y puede comunicarse con ellas telepáticamente.
Más tarde se revela que Kyubey es miembro de una raza de mentalidad de colmena llamada Incubadoras, que se comen a sus muertos y toman el lugar y la identidad de su predecesor. Las incubadoras desarrollaron la tecnología para convertir las emociones en energía, que utilizan para contrarrestar la entropía y evitar la inminente muerte por calor del universo . Habiendo evaluado innumerables razas en todo el universo, las incubadoras encuentran sujetos ideales entre los humanos, específicamente niñas púberes y preadolescentes, ya que producen la mayor cantidad de energía que alcanza su cenit cuando la gema del alma de una niña mágica se convierte en una semilla de dolor. Kyubey afirma que su raza carece de emociones (o, al menos, que aquellos en su raza que tienen emociones son anormales), con poca comprensión de la mortalidad o el valor de la vida, considerando sus acciones simplemente de naturaleza utilitaria a pesar de parecer crueles para los demás. A pesar de esto, Kyubey es un manipulador muy hábil, ya que omite los aspectos vitales de los contratos y solo revela la verdad cuando se le pregunta. Según Kyubey, la existencia misma del sistema Magi-Witch es lo que permitió la evolución de la civilización de la humanidad, ya que muchos de los principales eventos en la historia humana han tenido chicas mágicas involucradas. A pesar de responder a todas las preguntas que le hicieron, todavía hay mucho sobre el universo del que Kyubey no ha hablado.
En el manga de la historia paralela Puella Magi Kazumi Magica, Kyubey también aparece como el contratista de todas las chicas mágicas en la ciudad de Asanaru, incluidas las Pleiades Saints. Cuando las Pléyades se enteraron de la verdad sobre las chicas mágicas, tomaron uno de los cadáveres de Kyubey y lo usaron para crear su propia incubadora Jubey, que podía absorber la oscuridad de las gemas del alma. Además, hicieron que Umika lanzara un hechizo que haría que Kyubey fuera invisible para todas las demás chicas de la ciudad y reescribiría sus propios recuerdos para creer que contrataron a Jubey, en un intento de evitar que nacieran más brujas. Esto finalmente resulta contraproducente ya que Jubey resulta ser un fracaso.

### En otros medios
Se ha creado una gran cantidad de productos basados en Kyubey, como una figura nendoroid de Good Smile Company, Juego de sofá y baño QB, muñeco de peluche, y una almohada para abrazar.

## Recepción y legado
Kyubey ganó el premio Newtype Anime Award 2011 al mejor personaje mascota.  Ocupó el tercer y quinto lugar en los siguientes dos años, en 2013 y 2014. Kyubey ganó el premio de bronce de Net Buzzword en 2011 por su eslogan popular,  y también ganó el premio "Peor personaje oscuro" del primer Nikkan Anime Grand Prix otorgado por el periódico Nikkan Sports .  Emiri Katō ganó el sexto premio Seiyu a la mejor actriz de reparto en 2012 por su interpretación de Kyubey.  En diciembre de 2015, Kyubey fue incluido entre los "Villanos más despreciables del anime", una encuesta realizada por MyNavi Student.  Fue votado como el tercer personaje mascota más lindo.
Andy Hanley de UK Anime Network inicialmente lo describió como una "figura extraña parecida a un gato". Gabriella Ekens de Anime News Network lo caracterizó como "la encarnación alienígena de la lógica utilitaria". Jacob Churosh de THEM Anime Reviews escribió: "La contribución de Emiri Katou en el papel de Kyuubey también es considerable; aunque inicialmente parece bastante monótonamente alegre, Katou finalmente logra transmitir la implacable y extraña racionalidad, lo que podría llamarse la lógica alienígena, que impulsa a él." 
EJ Rivera, especialista en marcaje de la Aniplex of America, afirmó en 2012 que "a los fanáticos les encanta odiarlo".
Kyubey fue catalogado por la revista Paste como el octavo villano de anime más grande.  Lynzee Loveridge de Anime News Network lo clasificó en el número 3 de la lista "8 traiciones impactantes" por engañar a las chicas mágicas.  Comic Book Resources clasificó a Kyubey en primer lugar en la lista "Las 20 especies alienígenas más fuertes del anime" del sitio web, y la escritora Ashley Glenn afirmó que "este es quizás uno de los alienígenas más poderosos que existen". Game Revolution también incluyó a Kyubey entre su lista de "las mayores traiciones de anime de la historia".